# Boris Marszak
Boris Iljicz Marszak (ros. Борис Ильич Маршак; ur. 9 lipca 1933 w Łudze, zm. 28 lipca 2006 w Pandżakencie) – radziecki archeolog i orientalista żydowskiego pochodzenia, syn Ilji Marszaka, jeden z czołowych specjalistów od historii Pandżakentu. Studiował na wydziale historycznym Uniwersytetu Moskiewskiego, który ukończył w 1956 roku. Od 1958 roku pracował w Ermitażu. 50 lat swego życia poświęcił wykopaliskom archeologicznym na terenie Pandżakentu.